# 高倉永輝
高倉 永輝（たかくら ながてる、1900年（明治33年）9月23日 - 1975年（昭和50年）7月15日）は、日本の子爵。掌典。高倉家の第23代当主。父は高倉永則。京都府京都市左京区出身。

## 生涯
京都府京都市左京区生まれ。子爵・高倉永則の長男として生まれる。母は伯爵・藤堂高潔の娘である銑子。1946年（昭和21年）に家督を継いで子爵を叙爵し、1947年（昭和22年）までその地位にいた。
侯爵・黒田長成の次女である良子と結婚し、2男1女を儲けた。家督は長男の永政が相続する。
1975年（昭和50年）7月15日、肺腫瘍のため死去。

## 系譜
- 父親：高倉永則
- 母親：藤堂銑子（藤堂高潔の次女）
- 妻：黒田良子（黒田長成の次女）
  - 長男：高倉永政
  - 次男：高倉永満
  - 長女：太田祥子